# Our Lady Peace
Our Lady Peace — канадская рок-группа, образованная в 1992 году в Торонто.
Альбомы группы разошлись по миру тиражом, превышающим миллион экземпляров Группа четырежды выигрывала Juno Award и десять раз MuchMusic Video Awards. Our Lady Peace одна из первых канадских групп, добившихся успеха вне страны в период с 1990-х по 2000-е годы.
Группа выпустила восемь студийных альбомов, один концертный альбом и два сборника.
Ранние альбомы группы в музыкальном плане выделяются своим уникальным звучанием, во многом благодаря «непредсказуемому» вокалу Майды.. Пятый альбом, Gravity (2002), ознаменовал отход группы от её прежнего стиля. Вокальные партии Майды так же претерпели изменения.

## История
В 1995 году в группу пришел басист, Дункан Коутс.
В конце 1991 года Майк Тёрнер разместил объявление в газете о поиске музыкантов. Майкл Майда(позже сменивший имя на Рейн Майда) был первым, кто ответил на объявление. Они создали группу «If», пригласив Джимми Ньюэлла в качестве ударника, и друга Тёрнера, басиста Пола Мартина.
Позже группа Сменила название на Our Lady Peace.
За время существования группа потерпела много изменений. В 1993 на смену Джимми Ньюэллу пришел Джереми Таггарт, который играл в группе до 2014.
В 2001 году из группы ушел её основатель, Майк Тернер. Вместо него в группе по сей день играет Стив Мейзур.
В 2015 к группе присоединился ударник Джейсон Пирс.
Единственным бессменным участником группы является вокалист, гитарист Рейн Майда.

## Состав

### Текущие участники
- Рейн Майда (с 1992): вокал, акустическая гитара
- Джейсон Пирс — барабаны (с 2016)
- Дункан Коутц (с 1995): бас-гитара, бэк-вокал
- Стив Мазур (с 2002): гитара, бэк-вокал

### Бывшие участники
- Майк Турнер (1992—2001): гитара, вокал
- Джим Ньюэлл (1992—1993): барабаны
- Крис Экрет(1992—1995): бас-гитара
- Джереми Таггарт (1993—2014): барабаны
- Пол Мартин (1992): бас-гитара

### Временная шкала
Timeline

## Дискография
- Naveed (1994)
- Clumsy (1997)
- Happiness... Is Not a Fish That You Can Catch (1999)
- Spiritual Machines (2000)
- Gravity (2002)
- Healthy in Paranoid Times (2005)
- Burn Burn (2009)
- Curve (2012)
- Somethingness (2017)